# 14. prosinca
14. prosinca (14. 12.) 348. je dan godine po gregorijanskom kalendaru (349. u prijestupnoj godini).
Do kraja godine ima još 17 dana.

## Događaji
- 1911. – Roald Amundsen i njegov tim prvi su ljudi koji su stigli na zemljin južni pol.
- 1919. – U Zagrebu osnovan Jugoslavenski olimpijski odbor
- 1960. – Nesreća zadarskoga tankera Petar Zoranić u kojoj su poginule 53 osobe.
- 1970. – U Poljskoj je, prilikom demonstracija protiv povećanja cijena u Gdanjsku i drugim gradovima, u sukobima s policijom poginulo 20 osoba.
- 1993. – U Alžiru je ubijeno 12 hrvatskih radnika Hidroelektre. U to vrijeme arapske zemlje bile su huškane protiv Hrvatske kao neprijatelja islama zbog rata u BiH.
- 1995. – U Parizu je potpisan Daytonski sporazum, kojim se dogovorila politička podjela u Bosni i Hercegovini i struktura vlasti.
- 2016. – Vaterpolski klub Jug iz Dubrovnika okrunio je savršenu sezonu osvajanjem rekordnoga petog trofeja, nadmoćno pobijedivši u Europskom superkupu talijansku Bresciu 10:4 (nakon triju četvrtina 7:0).[1]

| - 1503. – Nostradamus, francuski liječnik i prorok († 1566.) - 1546. – Tycho Brahe, danski astronom († 1601.) - 1607. – János Kemény, mađarski aristokrat, pisac i princ Transilvanije († 1662.) - 1625. – Barthélemy d'Herbelot de Molainville, francuski orijentalist († 1695.) - 1631. – Viscountess Conway, engleski filozof († 1679.) - 1678. – Daniel Neal, engleski povjesničar († 1743.) - 1870. – Karl Renner, austrijski kancelar († 1950.) - 1885. – Miroslav Kraljević, hrvatski slikar († 1913.) - 1922. – Nikolaj Genadijevič Basov, ruski fizičar († 2001.) - 1924. – Raj Kapoor, indijski glumac i redatelj († 1988.) - 1942. – Drago Mlinarec, hrvatski glazbenik - 1965. – Aljoša Asanović, hrvatski nogometaš - 1984. – Nika Fleiss, hrvatska skijašica - 1988. – Vanessa Hudgens, američka glumica | - 1553. – Hanibal Lucić, hrvatski renesansni pjesnik, dramatik, koji je prvi prepjevao jedno Ovidijevo djelo na hrvatski jezik (* 1485.) - 1591. – Ivan od Križa – katolički svetac (* 1542.) - 1624. – Charles Howard, 1st Earl of Nottingham, engleski državnik (* 1536.) - 1651. – Pierre Dupuy, francuski učenjak (* 1582.) - 1713. – Thomas Rymer, engleski povjesničar (* 1641.) - 1715. – Thomas Tenison, biskup (* 1636.) - 1735. – Thomas Tanner, engleski biskup (* 1674.) - 1741. - Charles Rollin, francuski povjesničar (* 1661.) - 1788. – Carl Philipp Emanuel Bach, njemački skladatelj i čembalist (* 1714.) - 1863. – Jakob Sabar hrvatski rimokatolički svećenik i pisac, pisao na prekomurskem jeziku (* 1802./1803.) - 1872. – Gašpar Glavanić, hrvatski pisac i svećenik iz Gradišća (* 1833.) - 1944. – Lupe Vélez, meksička kazališna i filmska glumica (* 1908.) - 1982. – Petrus Pavlicek, austrijski svećenik (* 1902.) - 1984. – Vicente Aleixandre, španjolski književnik (* 1898.) - 1990. – Friedrich Dürrenmatt, švicarski književnik (* 1921.) - 2006. – Đuro Pulitika, hrvatski slikar (* 1922.) |

## Blagdani i spomendani
- Ivan od Križa